# Promachus aldrichii
Promachus aldrichii är en tvåvingeart som beskrevs av James Stewart Hine 1911. Promachus aldrichii ingår i släktet Promachus och familjen rovflugor. Inga underarter finns listade i Catalogue of Life.